# Chlorocichla falkensteini
Chlorocichla falkensteini là một loài chim trong họ Pycnonotidae.